# Naseneisen
Naseneisen (auch Nasal, Nasenstück, Nasenschutz oder Nasenschirm) ist eine Schutzvorrichtung an militärischen Helmen, um das Gesicht zu schützen. Die Vorrichtung war an vielen Helmen der Antike und des Mittelalters üblich. Der im 11. und 12. Jahrhundert in Europa vorherrschende Nasalhelm verdankt dem Naseneisen seinen Namen. Je nach Ausprägung unterscheidet man feste, abnehmbare und verstellbare Naseneisen.

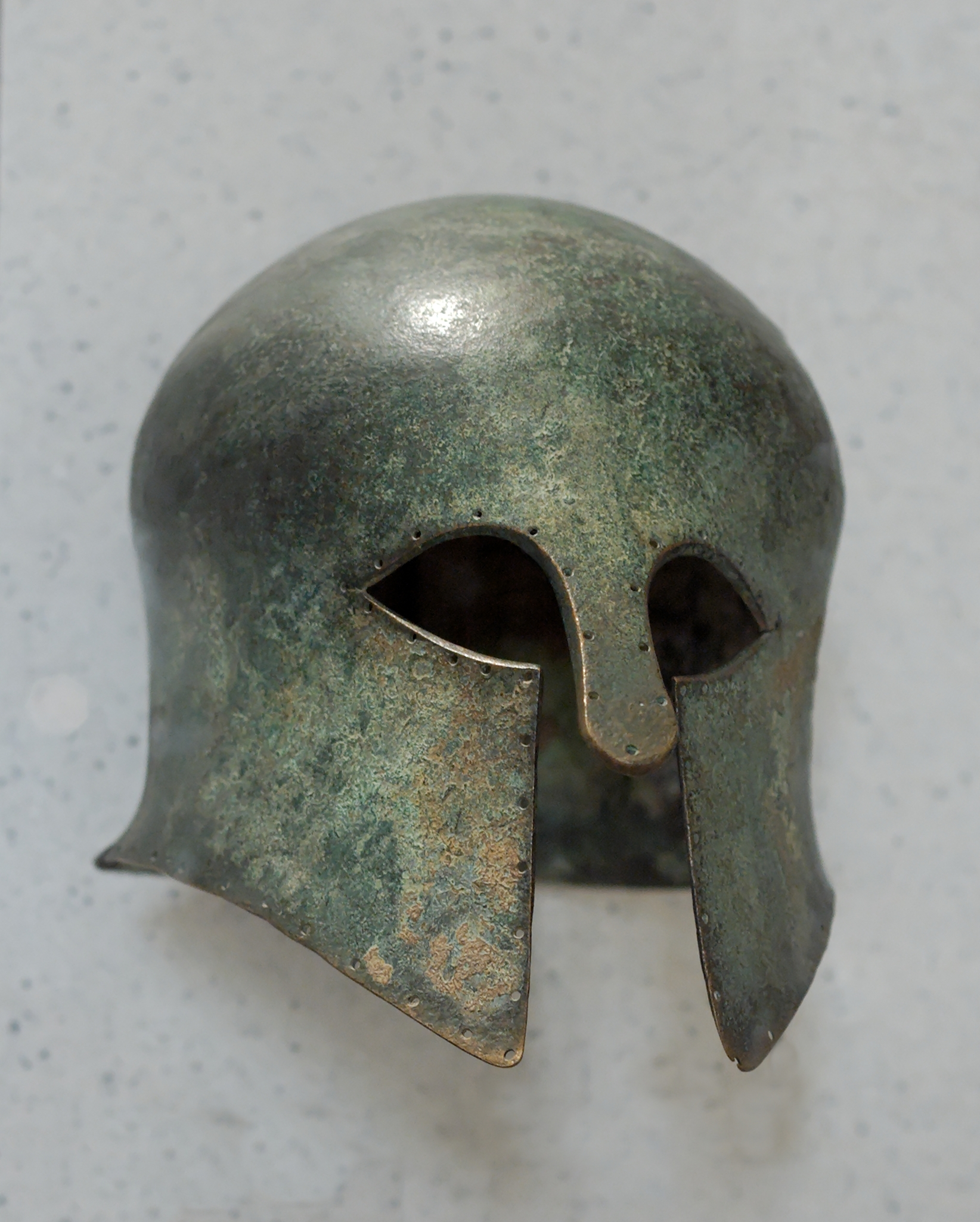
Korinthischer Helm (6. Jh. v. Chr.) mit festem Naseneisen
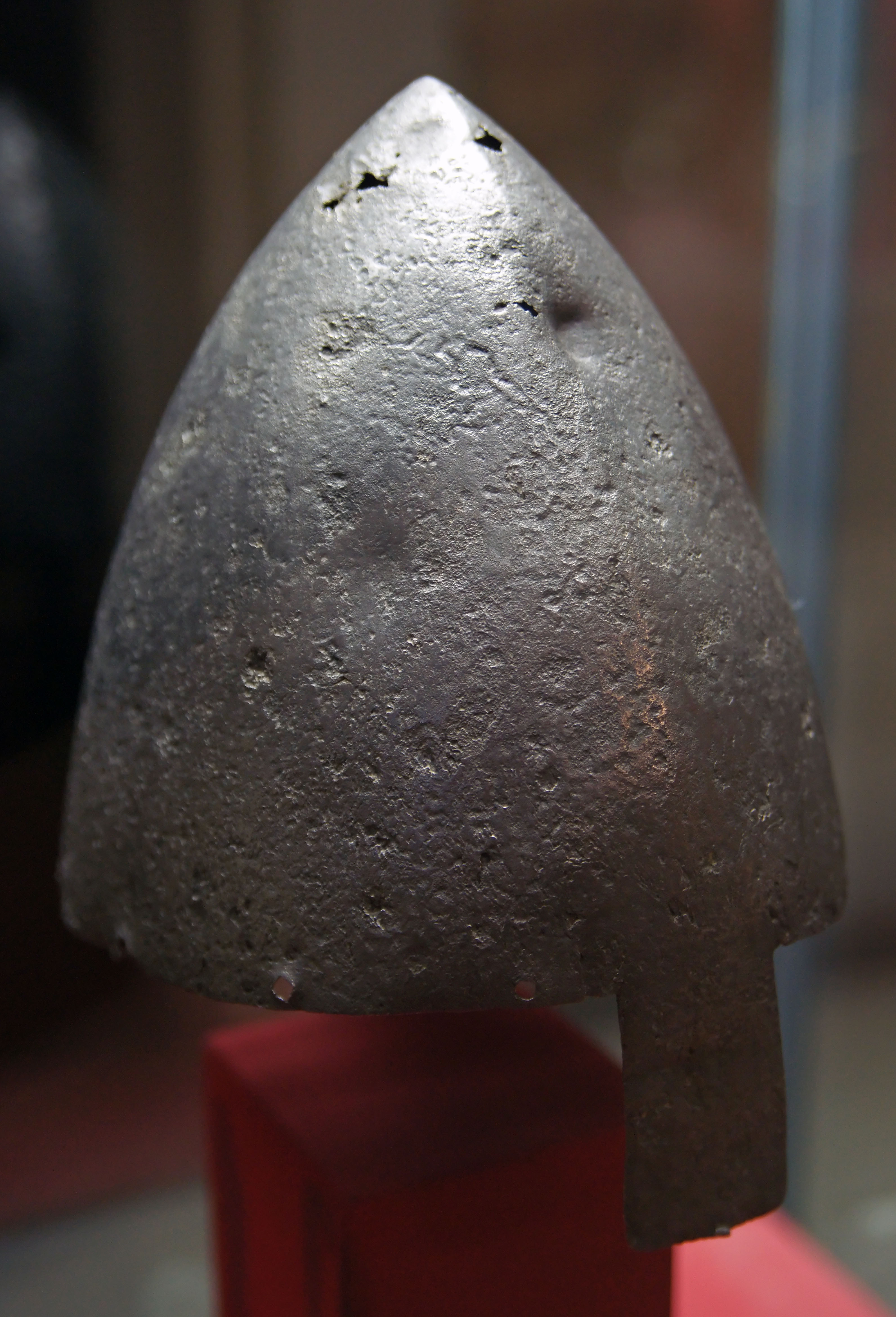
Nasalhelm (11. Jh.) mit festem Naseneisen
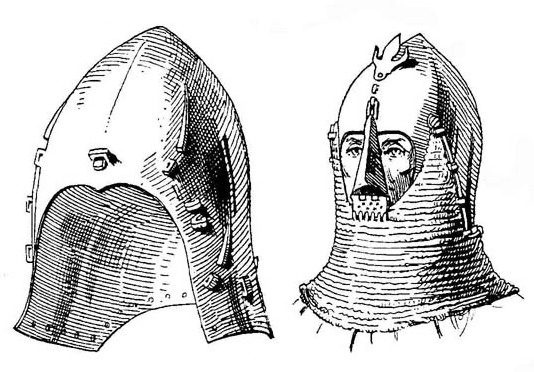
Beckenhaube (14. Jh.) mit abnehmbarem Naseneisen
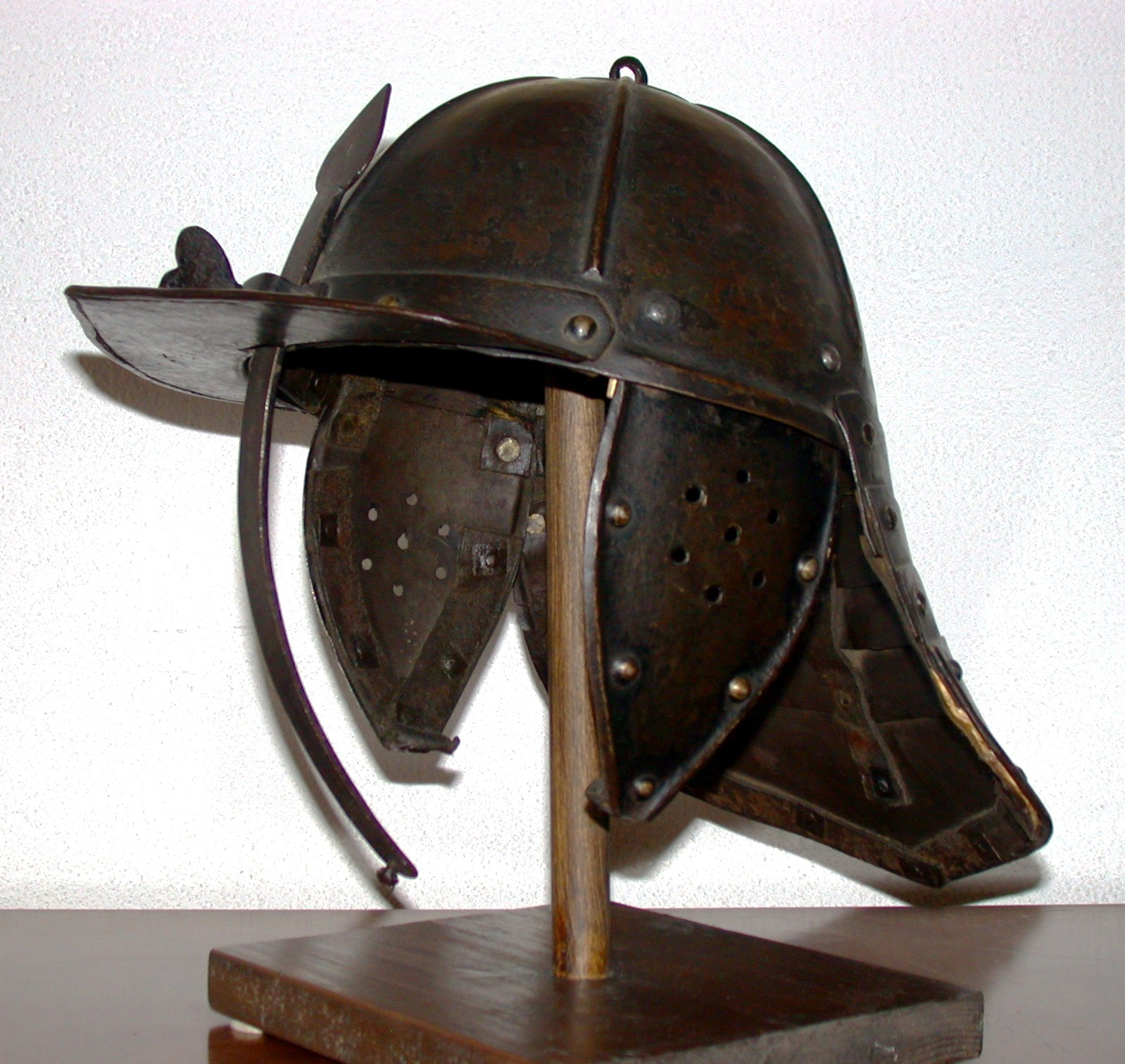
Zischägge (17. Jh.) mit verstellbarem Naseneisen